# Our World
Our world (En español: Nuestro mundo) fue la primera producción de televisión satelital internacional en vivo, que fue transmitida el 25 de junio de 1967. Fueron invitados artistas de 14 países, entre los que estuvieron The Beatles, la cantante de ópera Maria Callas y el pintor Pablo Picasso, quienes fueron invitados a realizar o aparecer en segmentos separados para mostrar a sus respectivas naciones. El evento de dos horas y media de duración tuvo la mayor audiencia de la televisión jamás hecha hasta la fecha: un estimado de 400 millones de personas en todo el mundo vieron la emisión siendo superada 5 años después por el concierto televisado vía satélite desde Hawái a varios países del mundo,  Aloha from Hawaii de Elvis Presley en 1973 y visto por 1500 millones de personas. 
El segmento más famoso de Our World fue el del Reino Unido protagonizado por The Beatles, en donde interpretaron en vivo "All You Need Is Love" por primera vez para cerrar la emisión.

## Planificación
El proyecto fue concebido por el productor de la BBC Aubrey Singer. Aunque el proyecto fue transferido a la Unión Europea de Radiodifusión, el cuarto maestro de control estaba en los estudios de la BBC en Londres. Para la transmisión se usaron los satélites Intelsat I (Pájaro madrugador), Intelsat 2-2 ("Lani Bird"), Intelsat 2-3 ("Canary Bird"), y el satélite de la NASA ATS-1.
La sala de control principal para la transmisión fue la sala de control del estudio TC1 en el BBC Television Centre de Londres. Las contribuciones de América del Norte, Japón y Australia fueron enviadas a Londres por el Centro de Conmutación CBS en Nueva York (alquilado para este fin), y las contribuciones de Europa continental y Túnez fueron enviadas a Londres por el Centro EBU en Bruselas. Estos centros también estaban a cargo de distribuir la transmisión maestra en vivo desde Londres a las televisoras en su área asignada. Para ilustrar los segmentos introductorios, se construyó un gran decorado en el estudio TC1 de la BBC, que era operado por la sala de control del estudio TC2. Para solucionar los problemas lingüísticos, cada televisora receptora contaba con su propio narrador leyendo en su propio idioma el guion escrito por Antony Jay. Dado que las contribuciones de las televisoras participantes estaban en su idioma nativo, un equipo de intérpretes ubicado en el estudio TC2 de la BBC proporcionó traducción simultánea al inglés, francés y alemán a las televisoras receptoras, donde los comentaristas locales expresaron en su propio idioma el sonido original de otras televisoras cuando estén en otro idioma.
Tomó casi 10 meses para preparar el especial. Los preparativos se vieron alterados días antes de la transmisión, cuando varios países de Europa del Este (liderados por la Unión Soviética) abandonaron el proyecto. Aparentemente esto se hizo en protesta contra la respuesta de las naciones occidentales ante la Guerra de los Seis Días.
Entre las reglas implantadas para la transmisión, estaba aquella en la que políticos y jefes de Estado no podrían participar. Además, todo tenía que ser en vivo, por lo que no se permitía el uso de cintas de video o películas. Todos los participantes debían tener pleno conocimiento de lo que se iba a incluir y la única razón para incluir un elemento sería el equilibrio del programa, no preocupaciones geográficas o políticas.
En el ensayo general realizado el día previo a la transmisión, el jefe de producción notó que, violando una de las reglas básicas, la televisora mexicana había pregrabado su segmento principal, que incluía cantantes, bailarines y una bandada de palomas blancas tomando vuelo en el momento justo e intentó hacerlo pasar como si fuera en vivo. Como era imposible volver a reunirlos para la transmisión real, se decidió mostrar –en vivo– a algunos de los artistas viendo su actuación grabada en monitores.
10.000 técnicos, productores e intérpretes tomaron parte en esta transmisión. Cada país tendría sus propios presentadores, y los intérpretes harían traducción simultánea del diálogo original si este no estaba en el idioma del país nativo. Al final, 14 países participaron en la transmisión, la cual fue vista en 24 países con una teleaudiencia aproximada de entre 400 y 700 millones de televidentes.

## Países participantes
Los países que participaron fueron los siguientes:
| País                | Televisora           |
| ------------------- | -------------------- |
| Alemania Occidental | ARD                  |
| Australia           | ABC                  |
| Austria             | ORF                  |
| Canadá              | CBC                  |
| Dinamarca           | DR                   |
| España              | TVE                  |
| Estados Unidos      | NET                  |
| Francia             | ORTF                 |
| Gran Bretaña        | BBC                  |
| Italia              | RAI                  |
| Japón               | NHK                  |
| México              | Telesistema Mexicano |
| Portugal            | RTP                  |
| Suecia              | SR                   |
| Túnez               | RTT                  |

Los siguientes países también fueron invitados, pero desistieron de participar días antes de la transmisión, en protesta por la Guerra de los Seis Días.
| País              | Televisora                   |
| ----------------- | ---------------------------- |
| Alemania Oriental | DFF                          |
| Checoslovaquia    | ČST                          |
| Hungría           | MTV                          |
| Polonia           | TVP                          |
| Unión Soviética   | Televisión Central Soviética |

## La transmisión
Cada televisora participante tenía una introducción explicativa previa a la transmisión desde sus estudios a sus espectadores (como la introducción de Cliff Michelmore en el estudio TC5 de la BBC en Londres para BBC 1, la de James Dibble en Sídney para ABC-TV y la entrevista a Marshall McLuhan en la sala de control de televisión en Toronto para CBC Television), justo antes de conectarse a la transmisión maestra en vivo desde Londres a las 7:00 p. m. GMT.
El programa se dividió en 6 secciones: la apertura, This Moment's World (El mundo de este momento), The Crowded World (El mundo poblado), Aspiration to Physical Excellence (Aspiración a la excelencia física), Aspiration to Artistic Excellence (Aspiración a la excelencia artística) y The World Beyond (El mundo más allá). Estas secciones se dividieron en segmentos en vivo proporcionados por las televisoras participantes. Justo antes de la sección The Crowded World, se programó otra sección (The Hungry World (El mundo hambriento)), pero debido a la retirada de los segmentos de los países del Bloque del Este, esa sección finalmente fue eliminada y sus segmentos restantes fueron incorporados a la sección The Crowded World.

### Apertura
Los créditos iniciales estuvieron acompañados por la canción del programa, interpretada por la Filarmónica de Viena y cantada en 17 idiomas por los Niños Cantores de Viena.
El programa comenzó con una introducción desde el estudio TC1 de la BBC en Londres y continuó asistiendo a los nacimientos de 4 niños en salas de parto de Sapporo (Japón), Aarhus (Dinamarca), Ciudad de México (México) y Edmonton (Canadá).

### This Moment's World (El mundo de este momento)
De vuelta en el estudio TC1 de la BBC en Londres, se presentó un viaje que comenzaba en una siderúrgica en Linz (Austria), para luego continuar a bordo de un helicóptero que sobrevolaba el tráfico en París (Francia), en la Medina de Túnez (Ciudad de Túnez, Túnez) y a bordo de unos buques pesqueros en el Golfo de Cádiz (España), mostrando el trabajo de los pescadores.
A las 7:17 p. m. GMT, la transmisión se dirigió a Estados Unidos, con énfasis en una conferencia sobre la paz mundial celebrada en Glassboro (Nueva Jersey) entre el presidente estadounidense Lyndon Johnson y el primer ministro soviético Alexei Kosygin (3:17 p. m. hora local). Como la transmisión no admitía la presencia de políticos, solo la sede de la conferencia fue mostrada. Dick McCutcheon, de la National Educational Television (NET) terminó este segmento hablando del impacto de la tecnología televisiva en una escala global. A las 7:18 p. m. GMT, la transmisión volvió a Canadá, mostrando escenas de rancho en Ghost Lake (Alberta) y la playa de Kitsilano en Vancouver (12:18 p. m. hora local).
A las 7:20 p. m. GMT, la transmisión se dirigió a la ciudad japonesa de Tokio, mostrando escenas de la construcción del metro de la ciudad (4:20 a. m., hora local). A las 7:22 p. m. GMT, comenzó el segmento australiano (5:22 a. m., hora del este de Australia). Este segmento fue el punto más complicado de toda la transmisión, ya que las estaciones terrenas en Australia y Japón tenían que hacer acciones inversas. Japón tenía que ir del modo de transmisión al modo de recepción, mientras que Australia debía cambiar de recibir a transmitir. El segmento australiano mostraba a los tranvías de Melbourne saliendo del depósito mientras que Brian King (de la ABC) explicaba que faltaban varias horas para el amanecer debido a que era invierno en Australia.

### The Crowded World (El mundo poblado)
De vuelta en el estudio TC1 de la BBC en Londres, se introdujo una sección sobre la superpoblación humana comenzando en un laboratorio de la Organización de Investigación Científica e Industrial de la Commonwealth (CSIRO) en Canberra (Australia), con la participación del fisiólogo vegetal Lloyd Evans, quien estaba llevando a cabo experimentos para extender la frecuencia de los ciclos de los cultivos de cereales. El segmento continuó en la ciudad de Nueva York, en una granja camaronera en Takamatsu (Japón), en una granja en Wisconsin (Estados Unidos) y en el complejo de viviendas Habitat 67 en la Exposición Universal en Montreal (Canadá) para terminar en Cumbernauld, Escocia.

### Aspiration to Physical Excellence (Aspiración a la excelencia física)
De vuelta en el estudio TC1 de la BBC en Londres, se introdujo una sección sobre personas que intentan lograr lo mejor, comenzando en Vancouver (Canadá), con la nadadora Elaine Tanner tratando de romper el récord mundial de 110 yardas mariposa. El segmento continuó en el Círculo Ecuestre de Castellazzo di Bollate en Italia con los jinetes Piero D'Inzeo y Raimondo D'Inzeo y en Söderfors en Suecia con los piragüistas Gert Fredriksson, Gunnar Utterberg, Lars Andersson y Rolf Peterson. El segmento terminó en la ciudad francesa de Marsella en el viaje inaugural del Téléscaphe, el primer teleférico submarino.

### Aspiration to Artistic Excellence (Aspiración a la excelencia artística)
De vuelta en el estudio TC1 de la BBC en Londres, se introdujo una sección sobre personas en busca de arte comenzando en la iglesia de San Pietro en Tuscania (Italia) para los ensayos de la película Romeo y Julieta, con la participación del director de cine Franco Zeffirelli y los actores Milo O'Shea, Leonard Whiting y Olivia Hussey. El segmento continuó en el Bayreuth Festspielhaus en Bayreuth (Alemania Occidental) para los ensayos del Festival de Bayreuth de la ópera Lohengrin con el director Wolfgang Wagner, el director de orquesta Rudolf Kempe y las cantantes Heather Harper y Grace Hoffman; en la Fundación Maeght en Saint-Paul-de-Vence (Francia) con el escultor Alexander Calder y el pintor Joan Miró; en Ciudad de México (México) con los cantantes Antonio Aguilar cantando "Allá en el Rancho Grande" a caballo y Flor Silvestre cantando "Como México no hay dos"; y en el Lincoln Center de Nueva York con el director de orquesta Leonard Bernstein y el pianista Van Cliburn ensayando el Concierto para piano n.° 3 de Rajmáninov. Para terminar el segmento, el programa visitó el EMI Recording Studio 1 en Abbey Road en Londres para un recital en vivo de la agrupación Los Beatles. A las 9:36 p. m. GMT, la banda interpretó All You Need is Love, una canción escrita principalmente por John Lennon especialmente para la ocasión.
En relación con la presentación de los Beatles, la transmisión tuvo lugar en plena guerra de Vietnam, así que se pidió a los Beatles que escribieran una canción con un mensaje positivo. Su presentación debut de "All You Need Is Love" fue el segmento más conocido de la transmisión. Invitaron a muchos de sus amigos al evento para crear un ambiente festivo y unirse al coro de la canción. Entre los amigos se encontraban miembros de los Rolling Stones, Eric Clapton, Marianne Faithfull, Keith Moon y Graham Nash.
Aunque Our World se grabó y transmitió originalmente en blanco y negro, para su uso en el especial de televisión de 1995 The Beatles Anthology la actuación de los Beatles en el programa fue coloreada, utilizando fotografías en color tomadas en el evento como referencia. 

### The World Beyond (El mundo más allá)
De vuelta en el estudio TC1 de la BBC en Londres, se introdujo una sección sobre el espacio exterior comenzando en el Centro Espacial Kennedy en Cabo Kennedy en los Estados Unidos, y continuando en el Observatorio Parkes en Australia, con el astrónomo John Gatenby Bolton rastreando el cuásar 0237-23 (el objeto más distante conocido en el universo en ese momento).
El programa terminó en el estudio TC1 de la BBC en Londres para un segmento final intercalando imágenes en vivo de varios de los lugares ya mostrados.